# Złap mnie, jeśli potrafisz (film)
Złap mnie, jeśli potrafisz (ang. Catch Me if You Can) – amerykańska komedia kryminalna z 2002 roku w reżyserii Stevena Spielberga, zrealizowana na podstawie książki z 1980, autorstwa Franka Williama Abagnale’a oraz Stana Reddinga.
Film opowiada historię oszusta z lat 60. XX wieku, Franka Williama Abagnale’a, późniejszego specjalisty i wynalazcy w dziedzinie zabezpieczeń dokumentów bankowych oraz czeków.
Zdjęcia kręcono w Los Angeles, Pasadenie, Nowym Jorku, Montrealu i Paryżu.

## Fabuła
Abagnale (Leonardo DiCaprio) jest najmłodszym oszustem w historii kryminalnej. Po rozwodzie rodziców, zmuszony do podjęcia decyzji, przy kim chce zostać, szesnastoletni Frank ucieka z domu do Nowego Jorku. Ponieważ jest zafascynowany zawodem pilota samolotów pasażerskich, postanawia podawać się za jednego z nich. Za pomocą otrzymanej od ojca (Christopher Walken) na urodziny książeczki czekowej, dokonując bardzo zręcznych przeróbek dokumentów, wyłudza od szeregu banków duże kwoty pieniędzy. Pozwala mu to na prowadzenie lekkiego stylu życia. Wykorzystując oryginalny mundur pilota linii lotniczych PanAm oraz zwyczaje lotnictwa cywilnego lat sześćdziesiątych, lata na waleta (ang. Deadhead) – za darmo po całych USA i dokonuje serii oszustw bankowych z pomocą fałszywych czeków.
Liczba i styl oszustw powoduje powołanie specjalnej komisji FBI, na której czele staje agent Carl Hanratty (Tom Hanks). Abagnale, wykorzystując swój osobisty, młodzieńczy urok, uwodzi szereg młodych urzędniczek bankowych, aby wydobywać od nich tajemnice bankowości i przepływu finansów w tych instytucjach. Prasa nadaje mu przydomek „podniebnego Jamesa Bonda”.
Agent Hanratty po serii nieudanych prób schwytania młodego oszusta bliski jest załamania nerwowego. W końcu udaje mu się aresztować Franka, poszukiwanego już międzynarodowym listem gończym, we Francji. Abagnale ma w tym czasie na swoim koncie ponad 10 000 sfałszowanych czeków.
Z powodu niezwykłych umiejętności i młodego wieku Frank otrzymuje od władz przyzwolenie na życie na wolności, pod warunkiem, że „odpokutuje” za oszustwa pracą na rzecz bankowości i FBI – ma pomagać w rozwikłaniu innych oszustw bankowych. Czyni to pod nadzorem agenta Hanratty'ego. W ten sposób z oszusta staje się wysokiej klasy specjalistą do spraw systemowego zabezpieczenia czeków bankowych.

## Obsada
- Leonardo DiCaprio – Frank Abagnale Jr.
- Tom Hanks – Carl Hanratty
- Christopher Walken – Frank Abagnale Sr.
- Martin Sheen – Roger Strong
- Nathalie Baye – Paula Abagnale
- Amy Adams – Brenda Strong
- Frank John Hughes – Tom Fox
- Steve Eastin – Paul Morgan
- Jennifer Garner – Cheryl Ann
- Ellen Pompeo – Marci
- Elizabeth Banks – Lucy

## Wersja polska
Opracowanie wersji polskiej: Start International Polska

Reżyseria: Ewa Złotowska
Dialogi polskie: Katarzyna Wojsz
Dźwięk i montaż: Janusz Tokarzewski, Hanna Makowska
Kierownictwo produkcji: Elżbieta Araszkiewicz

W polskiej wersji udział wzięli:
- Jacek Sołtysiak – Frank Abagnale Jr.
- Cezary Morawski – Carl Hanratty
- Wojciech Duryasz – Frank Abagnale
- Ewa Kania – Paula Abagnale
- Marek Barbasiewicz – Roger Strong
- Krystyna Kozanecka – Brenda Strong
- Jolanta Wołłejko – Carol Strong

oraz
- Elżbieta Araszkiewicz
- Paweł Araszkiewicz
- Adam Bauman
- Agata Gawrońska
- Elżbieta Kopocińska
- Stanisław Brudny
- Ryszard Brylski
- Janusz Bukowski
- Andrzej Butruk
- Joanna Wizmur
- Marek Frąckowiak
- Paweł Galia
- Marcin Goll
- Paweł Iwanicki
- Piotr Kamiński
- Cynthia Kaszyńska
- Ilona Kuśmierska
- Zbigniew Konopka
- Anna Krajewska
- Katarzyna Krasowska
- Zbigniew Krawczyk
- Anna Kuszewska
- Krzysztof Królak
- Jan Kulczycki
- Maria Łobodzińska
- Marlena Mączkowska
- Piotr Maślankiewicz
- Małgorzata Puzio
- Józef Mika
- Tadeusz Nyczek
- Maciej Papużko
- Iwona Rulewicz
- Paweł Szczesny
- Janusz Tokarzewski
- Robert Tondera
- Paweł Tymosiak
- Ewa Wawrzoń
- Jerzy Wierciński
- Beata Wierzchowska
- Krzysztof Zakrzewski
- Ewa Złotowska

## Nagrody i nominacje
Amerykańska Akademia Sztuki i Wiedzy Filmowej – Oscar 2003
- nominacja w kategorii Najlepszy aktor drugoplanowy – Christopher Walken
- nominacja w kategorii Najlepsza muzyka oryginalna – John Williams

Hollywoodzkie Stowarzyszenie Prasy Zagranicznej – Złoty Glob 2003
- nominacja w kategorii Najlepszy aktor w dramacie – Leonardo DiCaprio

Brytyjska Akademia Sztuk Filmowych i Telewizyjnych – BAFTA 2003
- wygrana w kategorii Najlepszy aktor drugoplanowy – Christopher Walken
- nominacja do Nagrody im. Anthony’ego Asquitha za najlepszą muzykę filmową – John Williams
- nominacja w kategorii Najlepsze kostiumy – Mary Zophres
- nominacja w kategorii Najlepszy scenariusz adaptowany – Jeff Nathanson

Gildia Aktorów Filmowych – Aktor 2003
- wygrana w kategorii Najlepszy aktor w roli drugoplanowej – Christopher Walken

Amerykańska Gildia Scenografów – ADG 2003
- wygrana w kategorii Najlepsza scenografia w filmie współczesnym

MTV – Złoty Popcorn 2003
- nominacja w kategorii Najlepszy aktor – Leonardo DiCaprio

Międzynarodowa Akademia Prasy – Satelita 2003
- nominacja w kategorii Najlepsza scenografia – Sarah Knowles